# Inchieste sul naufragio del Titanic
A seguito del naufragio del transatlantico britannico RMS Titanic, affondato nella notte tra il 14 e il 15 aprile 1912 a causa di una collisione con un iceberg, furono aperte due inchieste, una da parte del governo statunitense e una dal governo britannico. 

Una scheda dei danni subiti dal Titanic durante il naufragio

## L'inchiesta statunitense

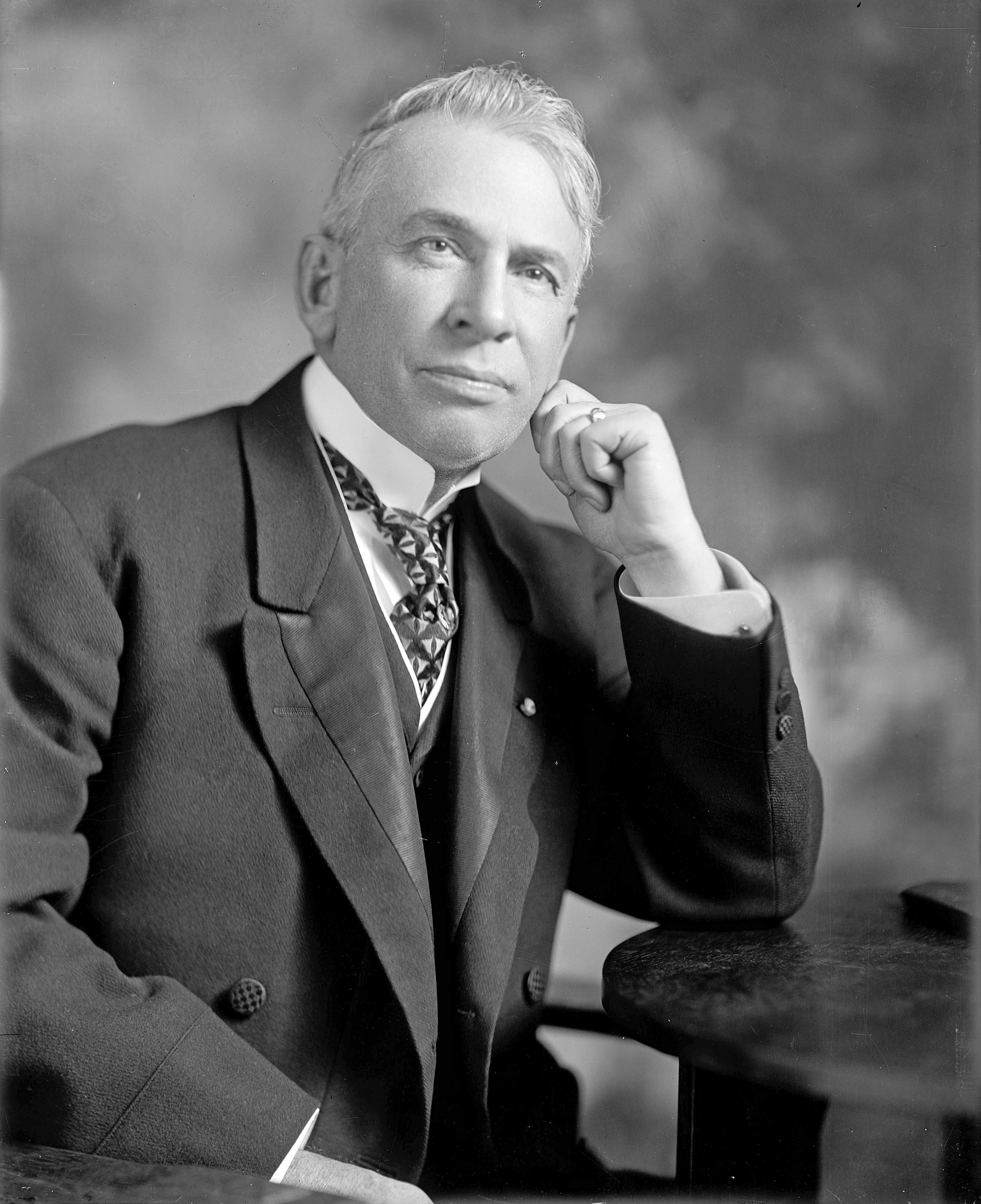
Il senatore William Alden Smith, capo dell'inchiesta statunitense sull'affondamento

Il politico statunitense William Alden Smith, quando venne a sapere dell'affondamento del Titanic, colse l'occasione per avviare un'inchiesta sui problemi della sicurezza marittima. Smith, senatore per il Partito Repubblicano, aveva già svolto delle indagini nell'ambito della sicurezza ferroviaria e si era occupato di leggi sulla sicurezza. Si rese quindi conto della necessità di un'azione rapida, prima che i testimoni si disperdessero tornando a casa.
L'inchiesta fu quindi avviata il 19 aprile 1912; la commissione era composta da 6 senatori, di vari schieramenti politici, ed era presieduta da William Alden Smith. Questa decisione fu assunta dal Congresso.
Durante i 18 giorni di indagini ufficiali, vennero raccolte le testimonianze di oltre 80 testimoni, che includevano passeggeri e membri dell'equipaggio sopravvissuti al naufragio, ufficiali e membri dell'equipaggio di altre navi nelle vicinanze, diversi esperti in navigazione e vari funzionari coinvolti nel ricevere e trasmettere la notizia del disastro. Le prove raccolte comprendevano testimonianze, verbali di interrogatorio, deposizioni e dichiarazioni giurate. Gli argomenti trattati inclusero gli avvisi di iceberg ricevuti dal Titanic, il numero inadeguato (benché legale) di scialuppe di salvataggio ivi presenti, la manovrabilità della nave e la sua velocità, le richieste di soccorso e la gestione dell'evacuazione della nave.
L'inchiesta si concluse il 25 maggio 1912, giorno in cui il senatore Smith visitò la nave gemella del Titanic, l'Olympic, che si trovava nel porto di New York. Qui interrogò alcuni membri dell'equipaggio e ispezionò il sistema delle porte stagne e delle paratie, che erano identici a quelli della nave naufragata.
La relazione finale della Commissione fu presentata al Senato degli Stati Uniti il 28 maggio 1912. Si componeva di diciannove pagine, a cui erano allegate altre 1.145 pagine di testimonianze e dichiarazioni dei passeggeri e membri dell'equipaggio. L'inchiesta giunse alle conclusioni che la mancanza di preparativi per le emergenze aveva colto i passeggeri e l'equipaggio del Titanic alla sprovvista; l'equipaggiamento non era stato adeguatamente testato, il capitano Edward Smith aveva sottovalutato i messaggi che informavano della presenza di ghiaccio, il Board of Trade si doveva occupare con maggiore attenzione del numero delle scialuppe ed il capitano del SS Californian Stanley Lord aveva trascurato le richieste di aiuto della nave in difficoltà.
Il senatore Smith formulò una serie di raccomandazioni: 
- Nel caso si avvicinassero a zone note per avere ghiacci alla deriva, le navi dovevano rallentare e mettere all'opera più vedette;
- I messaggi radio ricevuti dovevano essere trasmessi prontamente al ponte di comando;
- Le navi dovevano essere provviste di un numero di scialuppe sufficienti a trarre in salvo tutti i passeggeri e l'equipaggio;
- Tutte le navi dotate di attrezzature radio dovevano mantenerle attive 24 ore su 24;
- I razzi dovevano essere utilizzati solo come segnali di soccorso e non per altri scopi.[6]

## L'inchiesta britannica

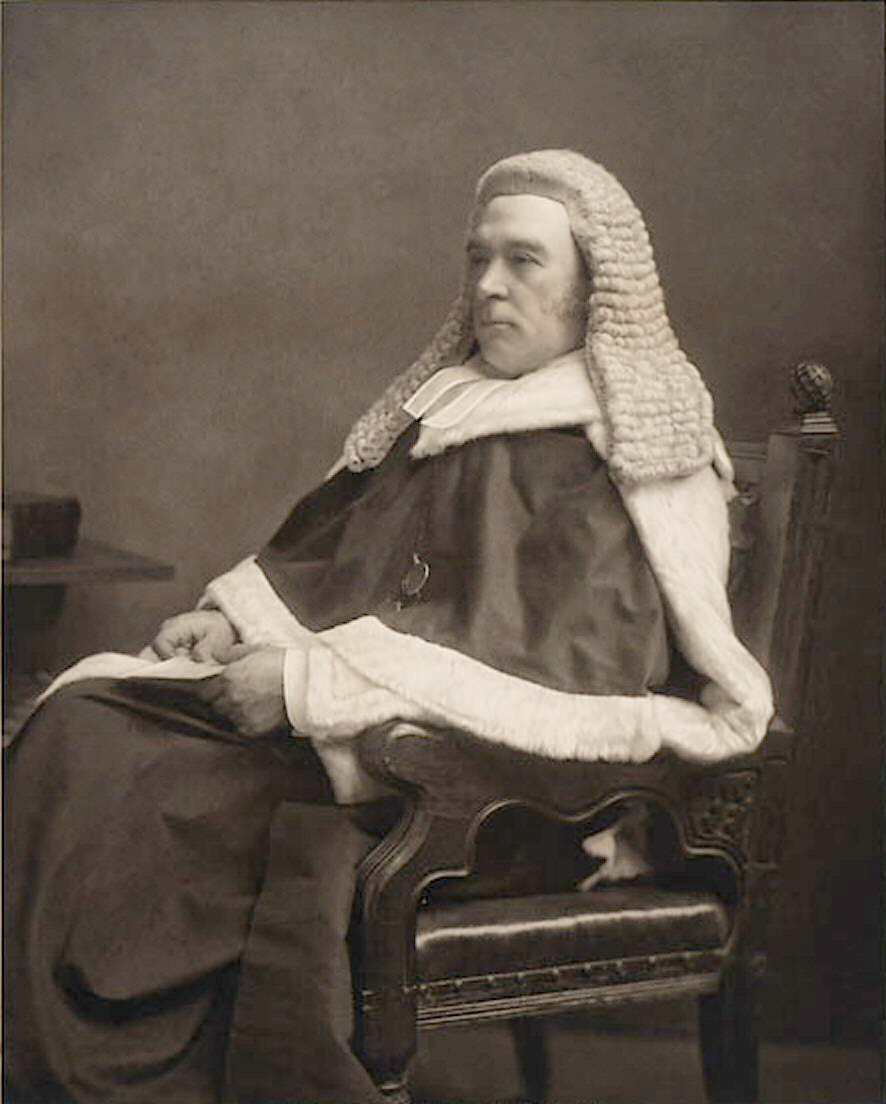
Lord Mersey

Nel Regno Unito, responsabilità di avviare un'indagine spettava al Board of Trade, l'organizzazione responsabile dei regolamenti marittimi britannici, i cui ispettori avevano certificato il Titanic come idoneo alla navigazione. La commissione era formata da John Charles Bigham, chiamato anche Lord Mersey, e da vari consiglieri, assessori ed esperti in diritto marittimo e ingegneria navale.
Le udienze ebbero luogo dal 2 maggio al 3 luglio 1912, principalmente presso il London Scottish Drill Hall. Il luogo era stato scelto per le sue grandi dimensioni, poiché era previsto un pubblico considerevole.
Durante i 36 giorni di indagini ufficiali, vennero raccolte le dichiarazioni di quasi 100 testimoni e vennero registrate oltre 25.000 domande e risposte relative sia alla traversata, sia al naufragio, sia alla costruzione della nave. I testimoni includevano passeggeri e membri dell'equipaggio sopravvissuti, funzionari governativi e progettisti della White Star Line.
Il rapporto finale fu pubblicato il 30 luglio 1912. Gli interrogatori durante l'inchiesta avevano raccolto una dettagliata descrizione della nave, un resoconto della traversata, una descrizione dei danni causati dall'iceberg, un resoconto dell'evacuazione e delle operazioni di salvataggio. Erano presenti anche delle informazioni circa la nave Californian.
Venne constatato che l'affondamento era esclusivamente il risultato della collisione con l'iceberg, causata da una velocità pericolosamente elevata. Venivano quindi esclusi eventuali difetti di costruzione della nave.
Le scialuppe di salvataggio erano insufficienti e quelle presenti non erano state adeguatamente riempite o equipaggiate con marinai addestrati, sebbene fossero state calate correttamente. L'inchiesta ha concluso anche che il Californian avrebbe effettivamente potuto correre in aiuto del Titanic. Il rappresentante del Board of Trade suggerì a Lord Mersey di aprire un'indagine formale per chiarire le responsabilità del capitano del Californian Lord, ma alla fine non venne intrapresa alcuna azione contro di lui a causa di problemi burocratici. Il Board of Trade venne criticato per i suoi regolamenti inadeguati, in particolare per l'incapacità di garantire che vi fossero sufficienti scialuppe di salvataggio e che l'equipaggio ricevesse una formazione adeguata.
Contrariamente all'inchiesta americana, il rapporto Mersey non ha evidenziato inadempienze del Board of Trade, della White Star Line o del capitano Smith. Il rapporto rilevò solo che Smith, sebbene fosse parzialmente colpevole per non aver cambiato rotta o rallentato, non era stato negligente in quanto aveva agito secondo quella che all'epoca era una consuetudine che non si era mai dimostrata pericolosa.
Le raccomandazioni del rapporto, insieme a quelle della precedente inchiesta del Senato degli Stati Uniti, che si era svolta nel mese successivo all'affondamento, hanno portato a molti cambiamenti delle leggi sulla sicurezza navale.

## Ricostruzione della tragedia
Le due inchieste ricostruirono dettagliatamente le varie fasi dell'affondamento della famosa nave:
- La nave urtò lateralmente l'iceberg, strisciando la murata di dritta, alle ore 23:40 di domenica 14 aprile 1912. L'impatto, avvenuto a una velocità di 20,5 nodi (38,0 km/h), deformò in modo permanente una sezione del lato di dritta lunga almeno 90 metri, e ciò si tradusse nello squarcio di ben sei compartimenti stagni, in quanto i rivetti, per l'immane pressione, saltarono uno dopo l'altro creando almeno sei fenditure tra le piastre d'acciaio, che, a mo' di mosaico, erano imbullonate sull'intelaiatura dello scafo. Da quel momento in poi il naufragio diventò inevitabile, sebbene alcuni altri fattori possono aver contribuito ad accelerare il processo in atto, siano essi fattori umani (alcuni membri dell'equipaggio aprirono il portello di murata di sinistra nel fallimentare tentativo di calare in mare delle lance da un'altezza inferiore; poiché lo scafo aveva incominciato a inclinarsi a sinistra, il portello non poteva più essere richiuso e quando, verso l'1:50 di lunedì 15 aprile 1912, la prua si era abbastanza abbassata, l'acqua iniziò ad entrare copiosamente anche da quell'apertura), o progettuali (la cupola in cristallo che sovrastava il salone della scalinata di poppa non resse alla pressione dell'acqua e la sua disintegrazione permise all'acqua di inondare assai rapidamente i compartimenti interni della nave). La manovra d'allontanamento della nave dall'iceberg risparmiò i danni al timone e alle eliche, come era negli intenti dell'ufficiale al comando, il quale, tuttavia, sottovalutò alcuni importanti fattori, quali il fatto che l'iceberg era alto circa 30 m nella parte emersa (il che significa che era profondo circa 270 m nella parte sommersa, che, approssimativamente rappresenta circa i 9/10 delle dimensioni totali), che l'inerzia della nave lanciata a circa 21–22 nodi (39–41 km/h) non poteva evitare la collisione con un ostacolo visto in condizioni d'emergenza (ad occhio nudo, di notte, a poche centinaia di metri) nemmeno con l'inversione della propulsione (che oltretutto interessava unicamente le due eliche laterali, in quanto l'elica centrale non era invertibile e, quando la direzione di marcia veniva invertita, si arrestava, andando a creare un peso morto ed una scia turbolenta che diminuivano notevolmente la capacità di manovra), che l'urto frontale avrebbe sicuramente causato ingenti danni ma non avrebbe fatto inabissare la nave (in quanto la deformazione della prua avrebbe allagato al massimo quattro compartimenti stagni).[14]
- Poco dopo l'impatto, la prua incominciò a inabissarsi e a inclinarsi a sinistra.[14] Verso le 0:40 incominciarono a esser calate le lance, che erano in numero di 20 anche se la nave avrebbe potuto trasportarne fino a 64, per volere della compagnia armatrice, in quanto le lance aggiuntive «toglievano spazio e visuale sul ponte della camminata.»[15]
- Alle 2:18 la prua era pienamente sommersa e la pressione dell'acqua piegò in avanti il fumaiolo della prima sala-macchine, staccandolo. L'acqua penetrò anche da questa nuova falla, accelerando l'inabissamento della nave.
- Quando la prua era interamente sommersa, la poppa si innalzò con un angolo di 30 gradi sulla superficie dell'oceano, mettendo in mostra eliche e timone.[16]
- Alle 2:20, sia la poppa che la prua si inabissarono.[17]

### Teorie sull'inabissamento
Nel corso di queste inchieste alcuni testimoni indicarono che lo scafo, affondando, si spezzò in due tronconi (un testimone addirittura eseguì un bozzetto delle fasi del naufragio), mentre altri non furono in grado di confermare l'accaduto. Gli ingegneri navali smentirono categoricamente la possibilità che la pressione idrostatica avesse potuto prevalere sulla tenuta dell'acciaio e che, quindi, il transatlantico si fosse spezzato, mentre le testimonianze dei pescatori dell'isola di Terranova confermarono l'accaduto, in quanto essi avevano recuperato, tanto al largo quanto a riva, per alcuni mesi dopo il naufragio, diverse tavole di mogano, di ebano e di teak.
Solo il ritrovamento del relitto nel 1985, a 73 anni di distanza dal naufragio, ad opera di una spedizione guidata dal ricercatore Robert Ballard, portò la prova definitiva che le dissertazioni degli ingegneri durante i processi tenutisi a Londra e a New York erano sbagliate. Lo scafo effettivamente si ruppe ed è stato dimostrato che non fu la pressione idrostatica a frantumare l'acciaio dello scafo, bensì la forza di gravità agente sulla parte prodiera appesantita dall'acqua, che tende inevitabilmente a sprofondare, e sulla sezione poppiera, innalzatasi quasi ad angolo retto sulla superficie dell'oceano. La rottura dello scafo avvenne con un modo non dissimile dalla tipica frattura "a legno verde" dell'osso, ben nota in ortopedia. La compagnia di navigazione appoggiò la versione dell'inabissamento del transatlantico integro per evidenti motivi d'immagine. Dalle innumerevoli fotografie scattate negli abissi ove il relitto giace a partire dal 1985, appare possibile ricostruire il drammatico naufragio della nave, che non avvenne, come descritto nella relazione finale delle inchieste « [...] scivolando lo scafo integro sotto le onde dell'oceano, andando, quindi, a adagiarsi dolcemente sul fondo.» Gli istanti finali della vita del Titanic furono al contrario spaventosamente violenti e dipingono un drammatico e raccapricciante quadro di distruzione a carico della nave.